# Njisi
Njisi ist ein Verwaltungsbezirk (Ward) des Distrikts Kyela in der tansanischen Region Mbeya.

## Geografie
Njisi ist ein Bezirk im Südwesten von Tansania, westlich der Distrikthauptstadt Kyela an der Grenze zu Malawi. Die Fläche des Bezirks beträgt 8,7 Quadratkilometer und bei der Volkszählung 2022 lebten hier 12.504 Menschen in 3456 Haushalten.

## Gliederung
Der Bezirk besteht aus drei Orten (Kitongoji):
- Njisi
- Seko
- Kilambo

## Wirtschaft und Infrastruktur
Gesundheit: In Njisi befindet sich ein Gesundheitszentrum, das auch kleine chirurgische Eingriffe durchführt.